# Ostrý Kameň
Ostrý Kameň (Ostríž, Ostriežsky hrad, Ostriež, Elesko, węg. Éleskö, niem. Scharfenstein) – ruiny słowackiego zamku, położonego w Małych Karpatach, na wysokości 576 metrów n.p.m., w pobliżu wsi Buková, w powiecie Trnawa.
Zamek powstał w XIII wieku na granicach Królestwa Węgier w celu obrony Czeskiej Drogi. Jego nazwa nawiązuje do skały, na której go wybudowano. Gotycka twierdza składała z pałacu oraz wieży. Na początku był majątkiem królewskim, następnie przekazano go rodom szlacheckim – m.in. Thurzo i Forgáč, a od XV wieku feudałom ze Svätego Jura i Pezinoka. Wtedy też rozbudowano zamek w kierunku północno-zachodnim: powstało podgrodzie z piekarnią, budynki gospodarcze zostały podpiwniczone, urządzono też kaplicę. Prawdopodobnie z wieży widać było także sąsiednie zamki na grzbietach gór, m.in. Plavecký hrad.
W 1704 roku, w czasie powstania Rakoczego, rozegrała się w pobliżu bitwa, przy której prawdopodobnie został uszkodzony i zamek. Jednocześnie Czeska Droga zmieniła swój przebieg (biegła przez dzisiejszą Bratysławę) i warownia utraciła swoją funkcję.
Z końcem XVIII wieku zamek i okoliczne włości uzyskał ród Pálffy – od tego czasu opuszczony zamek niszczał coraz bardziej i z biegiem czasu zostały z niego tylko ruiny. Dzisiaj można oglądać częściowo zachowane fragmenty murów budynków mieszkalnych i gospodarczych, a także baszt, głównie z okresu gotyckiego. Późniejsze dobudówki są mało widoczne, głównie z powodu porastającej górę roślinności.
Obok ruin biegnie   Szlak Generała Štefánika.